# Distrito de Chomutov
El distrito de Chomutov es uno de los siete distritos que forman la región de Ústí nad Labem, República Checa, con una población estimada a principio del año 2018 de 124 347 habitantes. 
Se encuentra ubicado al noroeste del país, al noroeste de Praga, cerca de la frontera con Alemania. Su capital es la ciudad de Chomutov.

## Localidades (población año 2018)
- Bílence 234
- Blatno 545
- Boleboř 260
- Březno 1382
- Černovice 569
- Chbany 609
- Chomutov 4666
- Domašín 183
- Droužkovice 813
- Hora Svatého Šebestiána 298
- Hrušovany 547
- Jirkov 19 466
- Kadaň 18,015
- Kalek 239
- Klášterec nad Ohří 14 496
- Kovářská 1010
- Křimov 418
- Kryštofovy Hamry 119
- Libědice 245
- Loučná pod Klínovcem 114
- Málkov 876
- Mašťov 565
- Měděnec 140
- Místo 448
- Nezabylice 211
- Okounov 350
- Otvice 654
- Perštejn1141
- Pesvice 142
- Pětipsy 210
- Račetice 407
- Radonice 1152
- Rokle 319
- Spořice 1512
- Strupčice 934
- Údlice 1226
- Vejprty 2891
- Veliká Ves 295
- Vilémov 571
- Vrskmaň 293
- Všehrdy 156
- Všestudy 188
- Výsluní 377
- Vysoká Pec 1061